# Крістоф Леметр
Крістоф Леметр (фр. Christophe Lemaitre) — французький легкоатлет, рекордсмен своєї країни з бігу на дистанціях 100 та 200 метрів, дворазовий бронзовий олімпійський медаліст. Триразовий чемпіон Європи, чемпіон світу та Європи серед юніорів. Також Крістоф став першим білим легкоатлетом та всього лише другим атлетом не африканського походження, котрому вдалося пробігти дистанцію 100 метрів менш ніж за десять секунд.

## Біографія
29 липня 2011 року на чемпіонаті Франції в Альбі, вигравши 100-метрівку з результатом 9,92 с. встановив свій особистий рекорд та заразом поновив рекорд Франції в цій дисципліні.

## Особисті рекорди
| Дистанція | Дата           | Місто | Час (сек.) | Вітер |
| --------- | -------------- | ----- | ---------- | ----- |
| 100 м     | 29 липня 2011  | Альбі | 9.92       | +2,0  |
| 200 м     | 3 вересня 2011 | Тегу  | 19.80      | +0,8  |